# Деревлёв, Константин Николаевич
Константи́н Никола́евич Деревлёв (укр. Костянтин Миколайович Деревльов; род. 11 июля 1983, Львов) — украинский футболист, нападающий.

## Игровая карьера
Во взрослый футбол Деревлёв попал после всего одного сезона в ДЮФЛ, в течение которого он успел забить за львовские «Карпаты» девять мячей. В первой лиге нападающий дебютировал в сезоне 2000/01 в составе ФК «Львов». Счёт голам на профессиональном уровне открыл в матче против сумского «Спартака» 23 июня 2001 года. После перехода второго львовского клуба в структуру «Карпат», Константин продолжил выступления уже в клубной системе «бело-зелёных»: играл за «Карпаты-2» в первой лиге и за «Галичину-Карпаты» во второй. Весной 2002 года перешёл в новосозданный «Сокол» (Золочев), с которым по итогам сезона занял второе место в группе второй лиги и вышел в первую. В первой лиге играл за «Сокол» всего полгода, после чего был приглашён в столичный «Арсенал». В высшей лиге дебютировал 9 марта 2003 года в игре с запорожским «Металлургом». За полгода в команде высшего дивизиона Деревлёв лишь трижды выходил на замену, сыграв в целом не более получаса времени. Не сумев закрепиться в составе «канониров» нападающий привлекался к матчам фарм-клубов «Арсенала», после чего сменил множество команд первой лиги.
Летом 2007 года Деревлёв стал игроком белоцерковского «Арсенала», который готовился к дебюту во второй лиге. В команде тренера Игорь Артимовича выступал целый ряд игроков из клубной системы «Карпат». В первом сезоне в клубе Деревлёв забил семь мячей, а сам «Арсенал» занял седьмое место в группе «А». Через год с 13 забитыми мячами нападающий стал лучшим бомбардиров группы «А», а "Арсенал" занял в чемпионате второе место, благодаря чему получил право сыграть стыковой матч за выход в первую лигу. В этой игре благодаря голу Деревлёва белоцерковская команда победила «Полтаву» и вышла в первый дивизион.
Покинув Белую Церковь летом 2010 года, Деревлёв отыграл ещё 2 сезона в первой лиге за «Нефтяник-Укрнефть» и «Полтаву», после чего стал играть в любительских турнирах. Летом 2015 года 32-летний футболист после трёхсезонного перерыва возвратился на профессиональный уровень. Он оказался в возрождённом «Вересе». В дебютном домашнем матче за новый клуб отличился дублем в ворота своей бывшей команды — белоцерковского «Арсенала». 13 декабря того же года стало известно, что тренерский штаб ровненского клуба отказался от услуг Константина. Вскоре продолжил карьеру в канадской команде «Юкрэйн Юнайтед» из города Торонто.

## Международная карьера
В юношеском и юниорском возрасте сборная Украины 2003 года рождения провела всего пять официальных матчей, из которых три проиграла, тем не менее Деревлёв был одним из тех, кто в этой команде выделялся.
В 2003 году в составе студенческой сборной Украины Деревлёв участвовал в футбольном турнире Всемирной Универсиады в южнокорейском Тэгу. На турнире Деревлёв провёл 6 матчей, но голов не забивал. «Жёлто-синие» заняли итоговое 11-е место.
11 октября 2003 года сыграл тайм в матче молодёжной сборной против македонцев.